# Marieberg, Umeå

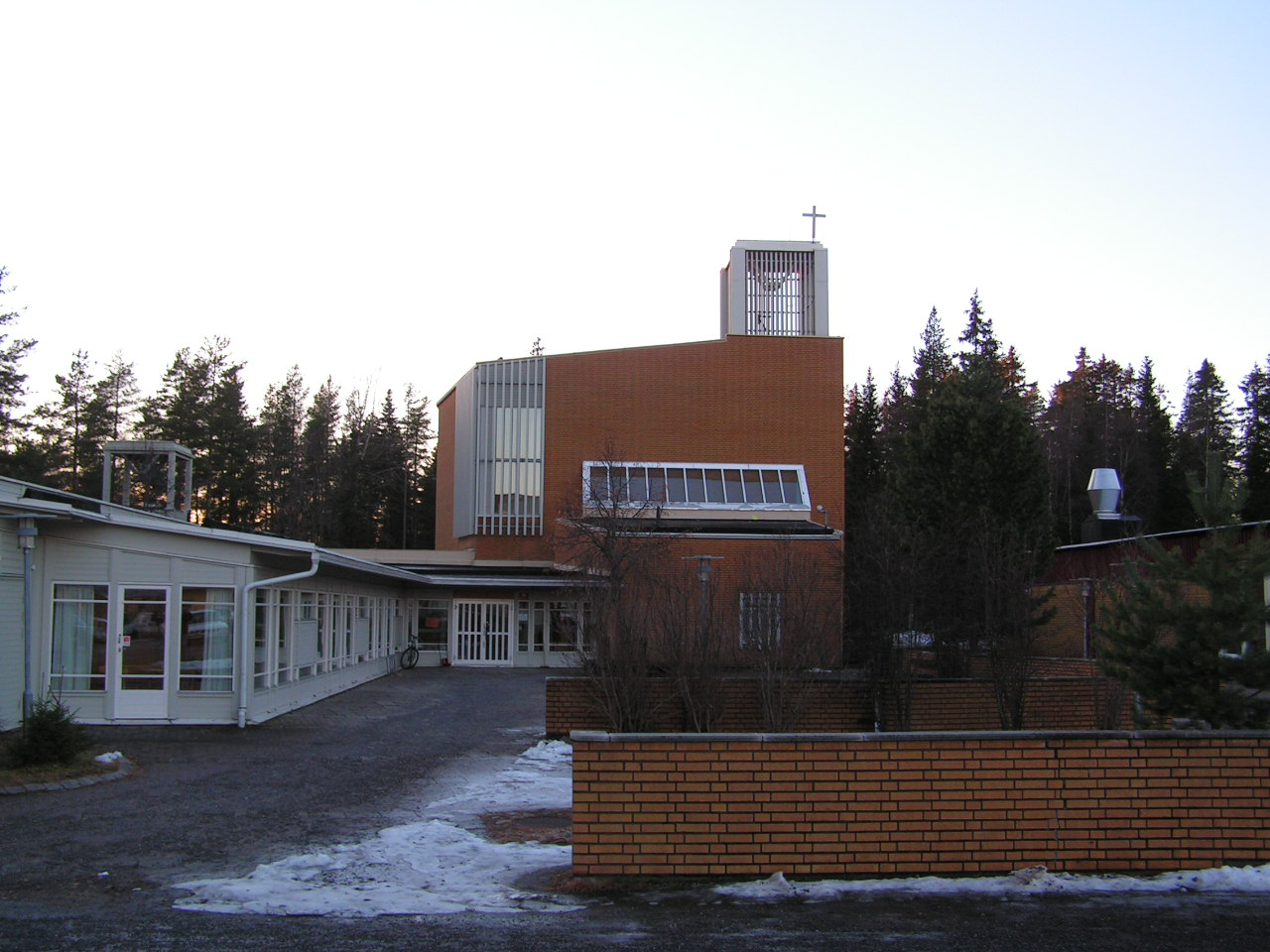
Mariakyrkan som ligger på Mariebergs centrum.

Marieberg är en stadsdel i Umeå. Den är belägen norr om Mariehem och öster om Mariedal. Stadsdelen byggdes huvudsakligen ut i början av 1980-talet. Bebyggelsen domineras av radhus och lägre flerfamiljshus.
Stadsdelens namn fastställdes av Umeå stadsfullmäktige 1969-09-15.